# (9341) Gracekelly
(9341) Gracekelly est un astéroïde de la ceinture principale.

## Description
(9341) Gracekelly est un astéroïde de la ceinture principale. Il fut découvert par Eric Walter Elst le 2 août 1991 à l'ESO. Il présente une orbite caractérisée par un demi-grand axe de 2,55 UA, une excentricité de 0,089 et une inclinaison de 1,32° par rapport à l'écliptique.
Il fut nommé en hommage à Grace Kelly (1929-1982), actrice américaine, épouse du Prince Rainier III de Monaco.

## Compléments